# Israel Putnam
Israel Putnam, ameriški general, * 7. januar 1718, Salem Village (danes Danvers, Massachusetts), provinca Massachusetts Bay; † 29. maj 1790, Brooklyn, Connecticut).
Israel Putnam je bil general Združenih držav Amerike v Ameriška vojna za neodvisnost.

## Življenje
Leta 1740 se je Putnam preselil severovzhodno iz Massachusettsa v Connecticut. Med francosko-indijansko vojno (1754–1763) je služil britanski kroni z "Rogers' Rangers". Bil je ujet in rešen pred sežigom na grmadi z zamenjavo za francoskega ujetnika. Vodil je polk v napadu na Fort Ticonderoga leta 1759 in na Montreal leta 1760.
Leta 1762 je bil eden redkih preživelih brodoloma med osvajanjem Havane pred Španci. Na povratku s Kube je verjetno prinesel prve cigare nazaj v rodni Connecticut, kjer so bile pipe prej edina kadilska praksa. Leta 1763, med Pontiacovim uporom, je bil Putnam poslan z okrepitvami, da bi pomagal oblegani trdnjavi Detroit. Leta 1766 je bil med razpravo o zakonu o žigih izvoljen v pokrajinsko skupščino Connecticuta in je bil eden od ustanoviteljev [Sons of Liberty|Društva sinov svobode]] v Connecticutu.
Na začetku ameriške osamosvojitvene vojne (1775–1783) je Putnam vodil polk milice v Connecticutu. Po bitki pri Lexingtonu in Concordu je milico kot brigadir vodil v Boston in bil skupaj z Artemasom Wardom, Charlesom Leejem in Philipom Schuylerjem povišan v prvega generalmajorja uporniške vojske, kar je bil takrat najvišji čin. Boril se je v bitkah Bunker Hill  (1775) in Long Island (1776). Po porazu na Long Islandu ga je vrhovni poveljnik George Washington uporabil za rekrutiranje. Leta 1777 je ponovno dobil poveljstvo med kampanjo pri Saratogi. Konec leta 1779 je doživel možgansko kap, ki ga je ohromila in končala njegovo vojaško kariero.
Putnam je umrl leta 1790 v Brooklynu v Connecticutu, kjer je bil pokopan. Leta 1888 so njegove posmrtne ostanke vzidali v sarkofag na temeljih novopostavljenega spomenika v Brooklynu. Njegov nagrobnik se zdaj nahaja v državnem Kapitolu v Hartfordu v Connecticutu v ZDA, zgrajenem leta 1879.
Približno deset krajev in okrožij v ZDA je poimenovanih po Israelu Putnamu. Christian Friedrich Daniel Schubart ga je leta 1775 počastil v svoji pesmi "Pesmi o svobodi kolonista" z vrsticami: "Ha, oče Putnam krmari nevihto, / In z nami deli nevarnost; / Njegovi srebrni lasje se na nas lesketajo kot nevihta na Faru!"

## Spletne povezave
- Frederick Albion Ober: “Old Put” The Patriot. Projekt Gutenberg (Biografija, angleščina)
- Israel Putnam Britannica enciklopedija
- Israel Putnam Mount Vernon
- Israel Putnam Battlefields
- Israel Putnam American revolution